# Alexis Rousset
Pour les articles homonymes, voir Alexis Rousset (explorateur) et Rousset.
Alexis Rousset, né le 7 février 1799 à Oullins et mort le 22 juin 1885  à Villeurbanne, est un poète français.

## Biographie
Alexis Rousset (Roussetti), poète Français, né le 7 février 1799 à Oullins et décédé le 22 juin 1885 à Villeurbanne. Fabuliste, dramaturge et prodigieux collectionneur, il a laissé une œuvre considérable et singulière. Son nom aurait pu devenir célèbre, cependant il est à peine connu. Il fut admis en 1840 par la Société littéraire historique et archéologique de Lyon, il y resta comme membre honoraire jusqu’à sa mort en 1885.
De très bonne heure s’était révélé son goût littéraire et artistique. Les poches pleines de pièces de théâtre et de poésies, avec l’insouciance de la jeunesse, il quitte tout et se rend à Paris, comptant y trouver fortune, gloire et plaisirs.
Il se remet au travail… et à la littérature. Il écrit des fables,.
Il est membre de la société littéraire, historique et archéologique de Lyon en 1840 et de l'académie des sciences, belles-lettres et arts de Lyon en 1855.

## Œuvres
- La Vie à Paris ou déraillés et déclassés, Roanne, imprimerie Vignal Edition nouvelle - 1877